# Амбазук
"Амбазук" (греч. Ἀμβαίοκκης) были правителями Царство гуннов (савир) в Дагестане в начале VI века, вероятно, из сабиров. 
Согласно Византийскому историку Прокопию, Амбазуки правили районом Каспийских ворот — скорее всего, имеется в виду Дарьяльский перевал — во времена правления Византийский император Анастасий I. Прокопий сообщает, что он был дружески настроен по отношению к Византии и в старости предложил уступить свои владения, но Анастасий отказался. Вероятно, это произошло во время или вскоре после Персидско-византийская война (502—506) годов между Византией и Сасанидской Персией. 
После его смерти ему наследовали его сыновья, которые потерпели поражение от персидского царя Кавада I, присоединившего их территорию к Персии. 